# Abdounodus
Abdounodus («зуб абдуна») — вимерлий рід ссавців, відомий із середнього палеоцену Північної Африки. Єдиний вид, A. hamdii, відомий із зубів, виявлених у басейні Улед-Абдун на території сучасного Марокко в 2001 році. Останні дослідження розміщують його як базальний афротерій, який тісно пов'язаний з Ocepeia, демонструючи тісну конвергентну еволюцію між перисодактильними та травоїдними афротеріями та з'єднуючи паенуґляти з іншими афротеріями.